# Saprositellus peruanus
Saprositellus peruanus är en skalbaggsart som beskrevs av Zdzisława Stebnicka 2003. Saprositellus peruanus ingår i släktet Saprositellus och familjen Aphodiidae. Inga underarter finns listade i Catalogue of Life.